# El Leopardo
El Leopardo è un film del 1926 diretto da Alfredo Llorente Pascual.
Si tratta di uno dei primi esempi di lungometraggi del cinema cileno, sebbene il regista sia spagnolo.

## Trama
Il famigerato bandito El Leopardo, colla sua banda, dà fuoco al ranch di don Balta e della moglie, rapendone la figlia Inés.
Un manipolo di uomini, capitanati dal comandante della guarnigione locale, si mette all’inseguimento della banda di malviventi.
Ad essi si unisce l’agente governativo Ramón Luis, che alla fine, dopo alterne vicissitudini, riuscirà a identificare El Leopardo, a  liberare la ragazza e a conquistarne il cuore.